# Adipato di 2-etilesile
L'adipato di 2-etilesile è un estere a 22 atomi di carbonio con la formula bruta di C22H42O4.
Si forma per reazione dell'acido adipico con il 2-etilesanolo per eliminazione di due molecole d'acqua.